# Oscar Plisnier
Oscar Plisnier (Obourg, 22 februari 1885 - Knokke, 6 april 1952) was een Belgisch ambtenaar, secretaris-generaal van het Ministerie van Financies en tijdens de Tweede Wereldoorlog voorzitter van het Comité van de secretarissen-generaal.

## Levensloop
Plisnier promoveerde aan de ULB als licentiaat in de economische wetenschappen en doctor in de politieke wetenschappen. Hij werd in 1902 ambtenaar op het Ministerie van Financies en klom op in de hiërarchie, tot hij in 1934 directeur-generaal van begroting en uitgaven werd en in 1937 secretaris-generaal van het departement. 
Hij werd bij de bezetting van het land onmiddellijk geconfronteerd met aanzienlijke begrotingsproblemen, mede door de grote Duitse bezettingskosten en door een oneerlijke 'clearing' in het voordeel van Duitsland. Dit verplichtte hem tot een streng financieel beleid, teneinde de staatsfinanciën zo goed als mogelijk op orde te houden. Dit hield een centrale begrotingscontrole in en maatregelen om de economie te doen herleven. 
Op 4 april 1941 werd Plisnier voorzitter van het comité van secretarissen-generaal. Hierdoor werd hij een van de belangrijkste spreekbuizen in het comité ter verdediging van de Belgische grondwettelijke orde. Hij verzette zich steeds vaker tegen voorstellen van met name VNV-secretaris-generaal Gerard Romsée, die steeds meer Nieuwe Orde-diensten uitbouwde. Tegen bevelen van de bezetter had hij uiteraard weinig verweer.
Na de oorlog werd hij door de uit Londen teruggekeerde regering afgezet en werden zijn bestuursdaden aan onderzoek onderworpen. Op 27 oktober 1947 werd hij buiten vervolging gesteld en in 1950 ging hij eervol met pensioen.